# Fábio Nunes Fernandes
Fábio Nunes Fernandes (Porto Alegre, 15 januari 1980) is een voormalig Braziliaans voetballer.